# GEO (ゲーム)
『GEO ～the Iron age～（ジオ ～鉄の時代～）』は、日本の同人サークル爆裂工房が、アスキー（後にエンターブレイン）社のパソコン雑誌「TECH Win」1999年4月号～1999年9月号の連載コンテンツとして手掛けたハックアンドスラッシュ系アクションRPGである。
連載終了後の1999年11月26日にはシステムを刷新し連載分に追加エピソードを加えた、書籍形態でのパッケージ『GEO ～the Iron age～ 完全版』がリリースされたほか、「TECH Win」2000年5月号には同様のシステムのアクションRPGの作成ツール『GEOメーカー』が収録されている。
「TECH Win」2002年7月号～2003年4月号には続編『GEO ～the Sword Millennia～（ジオ ～剣の千年紀～）』が連載された。

## 概要
「TECH Win」誌上で実施されたゲームコンテストにおいて受賞した爆裂工房が、受賞作『GUNBURST』同様のアクション要素を備えたアクションRPGとして制作した作品。「TECH Win」での爆裂工房の初連載作品でもある。上方見下ろし式の画面で展開し、プレイヤーは左右それぞれに手にした盾や武器・魔法の杖といった装備と、武器種それぞれに数段階用意されたタメ攻撃や連続技を駆使し敵と戦っていく。グラフィックは壁などマップが3Dで、キャラクターはシンプルな3Dモデルのレンダリング画像を使用した多関節スプライトからなる。タメ攻撃や連続技の内容は街等で新たな技を入手し自由に差し替えることが可能である。バックステップなどの緊急回避も用意されている。なお、ダッシュや魔法の使用でスタミナが消費され、この状態で攻撃を受けるとスタミナ消費分がそのままダメージに加算され、大きな損害を受けることになる。また、攻撃には『GUNBURST』同様、相殺要素が用意され、攻撃と攻撃がぶつかることで、お互いの武器の重さなどに応じて異なる弾き返しなどの効果が発生する。
キャラクター作成時は、能力の振り分けのほか、体格（サイズ）の設定も可能で、これは実際にゲーム内での攻撃のリーチなどに影響することになる。ゲームの進行はシナリオ式で、プレイヤーは使用キャラクターを選択後、ハブとなる街マップからゲームを開始し、町の外に出た際に行き先をインストール済みのシナリオマップから選択する形。連載版では各シナリオクリア後はスタッフクレジットが表示されゲーム終了となる。また、各シナリオは何度でも再挑戦可能で、レアアイテムも多数用意されるなど、『ウィザードリィ』ライクなやりこみ要素も備える。レアアイテムは店に売却することで店のラインナップを増やすこともできる。キャラクターの成長についてはHPやスタミナの回復で経験値を得てHPと所持重量が成長する。武器には種類ごとに使用で上がっていく熟練レベルも用意されている。マルチプレイは画面分割式で各々が異なるキャラクターを使用可能である。
なお、連載各回は同じ場所にインストールし1本のソフトとして統合して遊べるだけでなく、連載期間を通じて複数回のシステムアップデートも行われており、アップデートパッチとしての役割も果たしていた。

## GEO ～the Iron age～ 完全版

### 概要
連載版『GEO ～the Iron age～』のシステム部分を刷新、多数の新アイテムや新武器系統、追加エピソード5つなどを加えた、攻略本とセットの書籍形式でのパッケージ版。後年に少数ながら、同人イベントにてCD-R形式でのハードケース版（インストーラーがWindows XP対応に更新されているが、攻略本の内容は未付属）の頒布も行われている。追加エピソードは4つが物語途中に挿入される形で、1つは本編クリア後のエンドコンテンツとなる。
システム部分については、連載版のアクション面の基本設計を維持しながらも1から作り直され全面的に手が入っている。特筆すべきは成長要素で、それぞれゲーム内の行動で成長する体力・腕力・知力・速度・魅力が新たなパラメータとして用意、プレイヤーの基礎能力が大きく向上するようになった。各パラメータはキャラクター作成時に割り振った初期値によって限界値が異なる作り。また、各種装備制限も設定され、武器種の熟練レベルだけでなくこれら基礎能力も影響する。アイテム数はレアなものを含め全1,000種を超え、装備類は鍛冶により所持金と引き換えに特殊能力の付与や性能強化も可能となった。倉庫機能も実装された。
また、キャラクターをNPCとして登録し、対戦を行うデュエルモードも新たに登場。AI同士での対戦も可能で、本編中にもシステムを流用した特殊な追加エピソードが実装されている。

### ストーリー
エピソード1 ～黄昏の魔術師～
「TECH Win」1999年4月号掲載。
名もなきある大陸に存在する国家「ベルグレア」。肥沃な土地と良き王に恵まれた国であったが、突如として王が宮廷魔術師「アブレリアス」に暗殺されたという報が駆け巡った。その後、辺境にある小さな街「アーゴット」付近で姿を消した彼らしき人物が目撃される。時を同じくして活発になった亜人種の活動などから不穏な噂が流れる中、たまたま街を訪れていた、伝説になることを目指すひとりの若き無名の冒険者は真偽を確かめるため遺跡へと赴いた。
遺跡の奥で、何らかの儀式を行っていたアブレリアスと邂逅した冒険者。立ち去る気がないと知るや襲いかかってきた彼を退けると、彼は呪詛のように殺意をみなぎらせ姿を消した。街には一時の平穏が戻ったが、謎は残るのであった。
エピソード2 ～樹海の悪魔～
「TECH Win」1999年5月号掲載。
遺跡でのアブレリアスとの1件からひと月。アーゴットの西の大樹海で、凶暴な巨大昆虫が大量発生するという異変が発生した。異変を解決すべく樹海へと向かった冒険者は、被害を樹海で食い止めるべく結界を張っていたドルイド僧らに出会う。彼らは、この異変が間の気配に影響されたものであること、同様の事態が300年前、魔と契約し大陸を統一後に恐怖政治を敷いたが勇者に倒された皇帝「破壊王ブラス」が健在だった“鉄の時代”に起こっていたことを告げた。
奥に待ち受けていた蟲の女帝を倒し、一旦は巨大昆虫の脅威も去ったが、冒険者の心中からは一抹の不安が拭えないのであった。
エピソード3～断罪の塔～
「TECH Win」1999年6月号掲載。
かつて勇者に倒されたブラスは間際に復活を予言していた。王の遺体が盗まれた後、アーゴットの東の湖に位置する、ブラスの復活を阻止するために棺が封印されていたという塔の入口が開いたことを聞いた冒険者は今までの事態の符合を感じながら塔へと向かった。
塔の最上層で再びアブレリアスと相まみえた冒険者は、ブラスの側近としての魔の力を見せた彼を再び下すが、時遅く、ブラス復活の声が塔に響いたのであった。ブラスはアブレリアスと姿を消し、新たな戦乱を冒険者に予感させるのであった。
エピソード4 ～大地の剣～
完全版追加エピソード。
かつての勇者の終焉の地の一つとして伝えられる、アーゴット西の忘れられた廃坑。復活したブラスとの戦いに備え、勇者がブラスを倒した際に使っていた魔剣「大地の剣」の強大な力と知名度を求め廃坑へと向かった冒険者は、奥でアブレリアスに再び出会う。
冒険者を倒すべくアブレリアスの呼んだ黒曜石のゴーレムを撃破した冒険者。しかし、求める大地の剣は廃坑にはなかった。収穫はなかったが、冒険者は廃坑を後にするほかなかった。
エピソード5 ～戦士たちの闘技場～
完全版追加エピソード。プレイヤーを交えたトーナメント形式で前述のデュエルモードと同様に進行し、優勝後に大ボスとの戦闘となる。エピソードクリア後は大ボスの種類がランダムで変化し様々なレアアイテムが入手可能となる。
ベルグレアの闘技場のチャンピオンとして何年も君臨する謎の戦士「ウォーマスター」と、その手にした武器がかつての勇者の魔剣「大地の剣」であるという噂を耳にした冒険者。真偽を確かめるべく、また自身の力を試すべく闘技場へ足を向けるのであった。
トーナメントで、魔戦士グスタフら、なみいる戦士たちだけでなく、ウォーマスターをも下した冒険者。しかし彼の剣は名剣ではあっても大地の剣ではなかった。ウォーマスターとの再戦を約束しながら冒険者は闘技場を去るのであった。
エピソード6 ～氷結の大海～
完全版追加エピソード。
アーゴットの遥か北に位置する港町で難破などの事故が多発していた。生存者たちが揃って口にするのは海上にそびえる巨大な影……。噂を聞きつけた冒険者は、魔の存在をその背後に感じ調査を開始した。
氷の海の小島の奥で出会ったのは、世界を創りし大地の女神が創世の際に使役したという「世界を統べる七匹の獣」が一柱、“静謐なる氷塊”ジオクラーケンであった。ジオクラーケンは人間を母なる大地に仇なすものとし、滅ぼす意志を冒険者に告げ、襲いかかってきた。辛くもジオクラーケンを下した冒険者であったが、神話の存在が人間の滅亡を画策していることは心に暗い影を落とすのであった。
エピソード7 ～灼熱の山～
「TECH Win」1999年7月号掲載。
ブラス復活に呼応し荒れていく大陸。そんな中、アーゴット南方の火山麓で巨大な赤竜に人々が襲われる事件が発生した。長年姿を表すことがなかった竜が現れ人を襲った、その謎を解くべく冒険者は火山へと向かった。
火山で赤竜こと「世界を統べる七匹の獣」が一柱、“猛り狂う炎”ジオドラゴンと相見えた冒険者。人間を滅ぼすまで怒りは解けないと告げるジオドラゴン。冒険者は、自身に傷をつけたことを褒め一旦はその場を去ったジオドラゴンを追いかけ再び戦いを挑んだ。その最中、七匹の獣が人間を滅ぼそうと動き出したのはブラスが魔界と契約を結んだことを危険視してのことであったと知る。
ジオドラゴンとの戦いを終え、冒険者は自身がブラスを打倒する代わりに、人間を認めてもらうようジオドラゴンと契約を結ぶこととなる。決戦の時は近い。
エピソード8 ～封印の魔獣～
完全版追加エピソード。
ベルグレアを横断する交易路の最中にある「封印の寺院」と呼ばれる石窟寺院。そこでアブレリアスと思しき一団の姿を見たという話を耳にした冒険者は早速寺院へと向かった。
寺院でアブレリアスと邂逅した冒険者は彼を追いかけるが、鎧姿の強力な幽霊に行く手を阻まれる。幽霊を撃破した冒険者であったが、そんな彼にアブレリアスは告げた。幽霊は魔のものを寄せ付けないための封印であったことを。寺院に封印されていたのは最強の魔獣、ブラス四天王が一体スペリオールデーモンであった。
スペリオールデーモンを撃破し、この魔獣を部下として従えるブラス本人の強さに思いを馳せながら冒険者は寺院を去った。
エピソード9 ～破壊王の城～
「TECH Win」1999年8月号掲載。
アーゴットの東方に位置するシャリバの湖。先日から異変を生じていた湖に、突如として城が浮かび上がった。それは「シャリバの古城」、またの名を「破壊王の城」。ついに完全復活を宣言したブラスはベルグレアの大軍の侵攻をも物ともしない。冒険者は一刻も早くブラスを止めるべく城へと挑む。
城の四方の塔を守る残りの四天王である、ガーディアンキャプテン、ネクロマンサー、サディスティッククイーンと傭兵として立ちふさがる魔戦士グスタフを撃破し、ついに城の天守塔への侵入を果たした冒険者は、天守塔最上階の直前でついに因縁の相手、妖術師アブレリアスとの最後の戦いに挑み、これを打ち倒す。
金色の武具に身をまとう破壊王ブラスと対峙した冒険者。熾烈な戦いの中、傷ついた体を一度は癒やし再度襲いかかってきたブラスを再び下し、ついに止めをさすことに成功したのだった。しかしブラスは今際の際、「地上のすべてを道連れにする」と言い放ち、彼の契約した魔界の王に、契約に基づき地上のすべてを生贄に捧げることを宣言したのだ。
戦いはまだ本当の終わりを迎えていない。
ラストエピソード ～奈落の王～
「TECH Win」1999年9月号掲載。
無名の冒険者が破壊王ブラスを倒したことに湧く大陸。しかし、異変は程なくして起こった。アーゴットの街の南西の平原が陥没し、魔界へとつながる「奈落」が姿を表したのだ。冒険者は破壊王にまつわるすべての因縁に終わりを告げるため、奈落へと駆けるのだった。
冒険者は、奈落の奥底で、ブラスと契約した「奈落の王」の姿をついに捉えた。奈落の王は、あくまで全ては正当な契約の結果だとするが、認めるわけにはいかない。最後の戦いが幕を開ける。
ついに冒険者は奈落の王を打ち倒した。地上からもわかるほどの、まばゆい巨大な光の柱が奈落から吹き出し、破壊王にまつわる全ての動乱は終わりを告げた。しかし、世界を救った冒険者の姿は人々の中にはなかった。その生死すらようとしてしれないが、ひとつだけ言えることがある。勇者を夢見た若者は勇者となり、そして確かに伝説になったのだ。
アディショナルエピソード ～虚無の迷宮～
完全版追加エピソード。
冒険者は、世界を統べる七匹の獣の一柱“虚無の獣”ジオヴォイドが住まう迷宮へと足を踏み入れた。彼と相まみえるために。

## GEOメーカー
『GEOメーカー』は、アクションRPGが作成可能なエンジンとツールのセットであり、「TECH Win」2000年5月号に掲載された。同ソフトでは『GEO ～the Iron age～ 完全版』に近いシステムを擁しており、作成ゲームの単体配布も可能であるなど基本的には自由度も高いが、復数のシナリオの実装などをはじめ、使用できない機能も幾つかあり『GEO ～the Iron age～ 完全版』同等のものを作成することはできない。

## GEO ～the Sword Millennia～

### 概要
フル3Dグラフィックを採用し、キャラクター背後からの三人称視点となった続編。システムについては全体的に『GEO ～the Iron age～ 完全版』を継いだ形ではあるものの、キャラ作成時のパラメータ割り振りは廃止。体格も固定となった。攻撃の相殺システムは残ってはいるものの、3Dに移行したことで任意の攻撃の相殺が起きづらくなっている。魔法については新たに「MP」が設定され、スタミナではなくそちらを使う形となった。また、敵の会話時など含め、すべてプレイヤー視点で展開した前作と異なり、シナリオ中には簡易ながらカットシーンも用意されている。
成長については連載版は経験値でのキャラレベルアップ+能力ボーナス手動割り振り式。パッケージ版であるv2.0以降は『GEO ～the Iron age～ 完全版』同様のスキル制である。シナリオごとにプレイの度に4段階の難易度設定も可能となり、敵の強さや能力の成長速度だけでなく、出現アイテムの質や、能力の成長限界が変えられる。高難易度で得たアイテムや成長させた能力自体は低難易度でも使用可能である。ゲーム進行も多少変更され、キャラクター選択後、シナリオを先に選択する形に。これにより第一章など「街が存在しない」シナリオや特定の街機能に制限のあるシナリオも一部存在する。また、新たに街やシナリオ道中に石碑「マイルストーン」が用意され、一度使用すると以降（再プレイ時も含む）同シナリオ内で過去使用した箇所への相互のワープが利用可能となる。
アイテム数は全449種で、パッケージ版以降はアイテム図鑑機能も備える。ただし、レアアイテムの売却で店のラインナップを増やすことはできなくなっている（店のラインナップは選択したシナリオ依存となる）。また、特殊能力が装備ごとに固定となり、鍛冶で付与することができなくなったが、鍛冶による装備の基礎性能強化の回数や幅自体は向上している。特殊能力についてはパッケージ版以降は全ての装備の数値の合算となるので、任意の方向に特化することもできる。
今作でも『GEO ～the Iron age～』連載版同様に連載各回は統合して遊べるほか、連載終了後には連載すべてをまとめ本編最終章を追加、システムのさらなるバージョンアップを行ったパッケージ版が同人ソフトとして、コミックマーケット65以降のイベントや店舗などで頒布されていた。前作完全版と異なり、アップデートパッチで連載版からパッケージ版相当へのシステムアップグレードも一応可能。ただし、動作保証外かつあくまでシステムのみのアップグレードで、未インストールの連載回が遊べるようにはならない。番外「虚無の迷宮」については連載版から更新されたものがパッケージ版専用として、バージョン2.10以降にフリーで付属している。
また、本編とは別に各種追加シナリオも4本ほどが別途同人ソフトとして頒布された。収録アイテムなどに制限はあるものの、単体での起動・プレイも可能。なかでも「霞の谷の怪物」については、体験版的な意味合いとしてオンラインでフリーソフトとしての配布が行われており、2020年現在、唯一正規に入手可能な一作となっている。なお、当時、商用利用も可能なシナリオエディタが告知されていたが、最終的に公的には配信されることはなかった。

### ストーリー

#### 偽りの神話編
本編メインストーリー。全十章（連載は第九章まで）+番外。前作の数百年後を舞台に、アーゴットの街への旅路の途上、ある老人から“勇者”として見込まれた若き無名の冒険者の視点を通じ、前作にも登場した「大地の剣」と、「奈落の剣」を巡る新たな戦いが描かれる。
第一章 ～若者、古の森で老魔術師に出会う～
「TECH Win」2002年7月号掲載。
第二章 ～若者、忘れられた遺跡に赴く～
「TECH Win」2002年8月号掲載。
第三章 ～若者、滝の洞窟で謎の怪物と戦う～
「TECH Win」2002年9月号掲載。
第四章 ～若者、古戦場で運命を知る～
「TECH Win」2002年10月号掲載。
第五章 ～若者、火竜の山を駆け登る～
「TECH Win」2002年11月号掲載。
第六章 ～若者、崩れた塔で敗北す～
「TECH Win」2002年12月号掲載。
第七章 ～若者、廃都にて剣を振るう～
「TECH Win」2003年1月号掲載。
第八章 ～若者、女神の神殿で邪剣の復活に遭遇する～
「TECH Win」2003年2月号掲載。
第九章 ～若者、奈落へと向かう～
「TECH Win」2003年3月号掲載。
最終章 ～そして若者は勇者となる～
真の最終話となる、パッケージ版追加エピソード。
番外編 ～虚無の迷宮～
「TECH Win」2003年4月号掲載。連載最終回。

#### 砂の王国編
展開告知のみが行われた新章。実際にはリリースされていない。
あらすじ
名も無き大陸の東方にある砂漠の王国。今、その古い王国に邪悪な魔の手がのびる……。
第一章 ～封印された魔王と砂の王国～
第二章 ～王女の苦悩と熱砂の迷宮～
第三章 ～王家の谷と古の魔獣～
第四章 ～四つの封印と聖者の紋章～
第五章 ～王国の崩壊と破滅への道標～
最終章 ～勇者の復活と魔王の死～

#### 鉄の遺産編
『GEO ～the Iron age～』に直接関連した物語が展開する。第一章「不死王の迷宮」のみのリリースに終わっている。
第一章 ～不死王の迷宮～
コミックマーケット62にて頒布開始。コミックマーケット63以降とショップ流通版は改良されたVer2.0となっている。1.0からのバージョンアップパッチも存在していた。
第二章 ～八振りの魔剣 前編～
発表時、パッケージ版への収録がアナウンスされていたが未実装。
第三章 ～八振りの魔剣 中編～
発表時、パッケージ版への収録がアナウンスされていたが未実装。
第四章 ～八振りの魔剣 後編～
発表時、パッケージ版への収録がアナウンスされていたが未実装。

#### 終わりなき戦い編
「霞の谷の怪物」など、上記のいずれにも属さない様々な冒険を描く。全三章。
第一章 ～霞の谷の怪物～
ベクターにてフリーソフトとして配信。「TECH Win」誌に収録されたこともある。
第二章 ～生命の秘花～
コミックマーケット63にて頒布開始。
第三章 ～結界の宝玉～
コミックマーケット64にて頒布開始。